# Archie McPherson
Archibald Johnston „Archie“ McPherson (* 10. Februar 1910 in Alva; † Dezember 1969 in Alloa) war ein schottischer Fußballspieler und -trainer. Sowohl auf offensiven und defensiven Halbpositionen einsetzbar, war er zwischen 1929 und 1934 beim FC Liverpool aktiv und trainierte später zwischen 1959 und 1969 den schottischen Zweitligisten Alloa Athletic.

## Sportlicher Werdegang
McPherson spielte ab 1926 in der schottischen Heimat für die Alva Albion Rovers, bevor er sich im Jahr darauf den Glasgow Rangers anschloss. Von dort wurde er zunächst an den Zweitligisten FC East Stirlingshire ausgeliehen, bevor er auch bei den Rangers als Halbstürmer in der höchsten schottischen Spielklasse am 24. August 1929 gegen den FC St. Johnstone (1:0) debütierte. Eine Woche später gelang ihm das erste Tor gegen den FC Falkirk (4:0) und nach insgesamt acht Pflichtspieleinsätzen (darunter zwei Finalpartien im Glasgow Cup gegen Celtic) wechselte er im November 1929 nach England zum Erstligisten FC Liverpool.
Bereits fünf Tage nach seiner Verpflichtung debütierte „Curly“, wie McPherson aufgrund seiner gelockten Haare genannt wurde, für die „Reds“ gegen Leeds United (1:0). Er behielt die linke Halbstürmerposition bis zum Ende der Saison 1929/30, verpasste dabei nur zwei Spiele und schoss in dieser Zeit fünf Tore. In der anschließenden Saison 1930/31 war er neben Tommy Lucas der einzige Spieler, der alle 42 Ligapartien absolvierte; dazu steuerte er weitere zehn Treffer bei. Die sportliche Entwicklung kam jedoch danach ins Stocken und nach zwei Toren in 28 Meisterschaftsspielen der Saison 1931/32 kam er nur noch sporadisch bis Ende 1934 zum Zug. In den letzten beiden Jahren wurde er zumeist als rechter Außenläufer aufgeboten und er verließ den Klub im Dezember 1934 in Richtung des Zweitligisten Sheffield United. In etwas mehr als zwei Jahren absolvierte McPherson 42 Zweitligapartien und erreichte 1936 das Endspiel im FA Cup, das knapp mit 0:1 gegen den Favoriten FC Arsenal verloren ging. Im Jahr 1937 kehrte McPherson nach Schottland zurück und spielte dort nacheinander für den FC Falkirk, den FC East Fife und ab August 1939 für Dundee United.
Nach dem Zweiten Weltkrieg arbeitete McPherson als Trainer des schottischen Zweitligisten Alloa Athletic von August 1959 bis zu seinem Tod im Dezember 1969.

## Titel/Auszeichnungen
- Glasgow Cup (1): 1929